# Narciso Pérez Reoyo
Narciso Pérez Reoyo (Burgos, segle xix - La Corunya, 18 de juliol de 1892) fou un metge, escriptor i polític espanyol i el pare de la poetessa Narcisa Pérez Reoyo.
Estudià medicina a la Universitat de Santiago i acabà exercint la professió a la Corunya. El 1868 va publicar una polèmica històrica, amb el títol de El primer almirante de Castilla. Com a record de les seves excursions a terres remotes, publicà el 1882 una admirable obra en tres volums, titulada Viaje á Egipto, Palestina y otros paises de Oriente, producció que li meresqué lloances.
Fou alcalde de la Corunya i a la seva mort llegà a la seva ciutat natal, Burgos, una magnifica col·lecció de quadres.